# 多摩川橋梁 (東急東横線)
多摩川橋梁（たまがわきょうりょう）は、多摩川の下流に架かる東急電鉄の鉄道橋である。
東急東横線および目黒線の多摩川駅 - 新丸子駅間に位置し、両路線の列車が走行するが、同区間は正式には東横線の複々線扱いのため、本橋梁も正式には東横線の橋梁ということになる。

## 概要
東横線と目黒線の列車が多摩川を渡る橋梁である。左岸は東京都大田区、右岸は神奈川県川崎市中原区に位置する。
本橋梁は、元々1926年2月14日に東京横浜電鉄（現：東横線）の最初に開業した区間である丸子多摩川駅（現：多摩川駅） - 神奈川駅（1950年廃止）間が開業した際に建設されたものである。上部工は渋谷方が複線ワーレントラス橋（48 m×3連）、桜木町方が単線上路鋼鈑桁（プレートガーダー・20 m×12連×上下2線）であった。

### 架替え工事
旧橋梁は1925年（大正14年）に架設されて以来、約70年が経過したことから、東横線複々線化工事に伴い1994年（平成6年）10月までに架け替えられ、1997年12月に現在の複々線橋梁が竣工した。本項目では現行の新橋梁のうち、下流側を架替橋梁、上流側を増設橋梁と記載する。
架替えの際は、旧橋梁の下流側に複線分の架替橋梁を架設して、東横線の線路を移設後、旧橋梁を取り壊し、跡地に複線分の増設橋梁が架けられた。ただし、桜木町方約230 mの区間では旧橋梁が架替橋梁と平面的に競合することから、あらかじめ旧橋梁の上流側に工事桁（仮線桁）を新設し、上下線を仮移設させた（上り線は工事桁に、下り線は旧上り線位置に移設）。
工事場所は一級河川内にあり、主な工事は11月から翌年5月までの渇水期に施工した。河積阻害低減のため、新橋梁の橋脚位置は当時計画中であった下流側の中原街道丸子橋架替え計画と同一流心線に設けるものとした。軌道は有道床軌道（バラスト軌道）とすることで、騒音に配慮した構造とした。
本橋梁は東横線の「都内への玄関口に架かる橋」であり、従来のような実用性を重視した橋梁ではなく、周辺環境と十分に調和する景観に配慮した外観（美観、デザイン）とした。上部工（橋桁）は軽快さやスレンダーな連続性を強調したものとし、電路柱（架線柱）は橋梁上で大きく目立つことから、一般的なトラス材で構成するものではなく、丸鋼管柱で角部を曲線としてシンプルなものとした。橋梁横の点検通路の手すりは、遠景からは目立たないものとし、ケーブルダクトや排水管などは外部から見えない位置に設置した。橋梁の塗装は周辺環境と調和するカラーリングとした。

### トラス橋の解体
約70年の役目を終えた旧橋梁・橋脚は解体されたが、このうちトラス橋は構成部材の一部を切り出し、兵庫県南部地震（阪神・淡路大震災）を教訓とした同構造の経年構造物における耐震性向上や補修・補強工事の技術開発を目的とした調査・試験に使用された（協力：松尾橋梁）。具体的には大正時代当時の鋼材の品質調査、約70年間使用されたトラス材の接合部の経年劣化調査、さらに同年代に建設された鋼製構造物の維持管理の参考資料を作成した。
解体したトラス橋の鋼材から、下記の3種類を試験材として使用した。
1. 鋼鈑（横桁腹板と縦桁腹板、上弦材カバープレート）
2. 溝形鋼（斜材）
3. 山形鋼（横桁フランジ）

試験片を採取後、機械的性質に関する試験、化学成分の分析、溶接熱影響部の最高硬さ試験を行った。トラス材組み立てに使用されているリベット接合部の経年による状態調査を実施した。
- 機械的性質試験 - 引張試験、曲げ試験、衝撃試験（シャルピー衝撃試験）
- 化学成分の分析 - サルファプリント試験

機械的性質の分析ではSS400材に近く、引張強度は比較的高いが、曲げ強度はやや劣ること、衝撃試験に対する強度が低いことが確認された。使用部材の化学分析では、鋼材はリムド鋼であり、前述の衝撃に弱いことの裏付けと溶接には適していないことが確認された。ただし、溶接熱影響部の「硬さ」は問題ない。リベット接合部は、経年による劣化は全くなく、当時の技術力の高さが確認された。
この試験結果から、経年した構造物の延命や耐震性向上を行う際は使用鋼材の種類を正確に判別する、当トラス橋のように溶接には適さない鋼材に補強を行う際は、補強材を溶接ではなくボルト結合が望ましいなど、貴重なデータが残された。

## 歴史
- 1925年（大正14年）
  - 1月10日 - 東京横浜電鉄（当時）が（旧）多摩川橋梁の橋台・橋脚の建設工事に着手[6]。
  - 8月末 - （旧）多摩川橋梁の橋台・橋脚が完成[6]。
- 1992年（平成4年）
  - 2月 - 多摩川橋梁架替・増設工事に着手[7]。2月5日には工事起工式が執り行われた[8]。
  - 11月5日 - 架け替え工事に伴い、架替橋梁に支障する上り線桜木町方の橋梁部を上流側の工事桁（仮線桁）に移設[9]。
  - 12月17日 - 架け替え工事に伴い、架替橋梁に支障する下り線桜木町方の橋梁部を上流側の旧上り線部分に移設[9]。下り線の旧橋梁（橋桁など）は、先行して撤去した[1]。
- 1994年（平成6年）
  - 8月3日 - 下り線を架替橋梁に切り替え[10]（現在の東横線下り線位置）。
  - 10月21日 - 上り線を架替橋梁に切り替え[10]（現在の目黒線下り線位置）。旧橋梁は解体[1]。
- 1995年（平成7年）5月 - 旧橋梁の解体と増設橋梁の下部工（橋脚）の構築が完成[2]。
- 1997年（平成9年）
  - 8月31日 - 増設橋梁完成に伴い、上り線を増設橋梁に切り替え[11]（現在の東横線上り線位置）。
  - 12月 - 多摩川橋梁架替・増設工事完成。
- 2000年（平成12年）8月6日 - 目蒲線の運転系統分離に伴い、目黒線部の使用を開始。

## 構造諸元

### 現在の橋梁
- 種別 - 鉄道橋
- 形式 -  3径間連続複線上路鋼床版箱桁橋×2連[2][1]
- 橋長 - 387.2 m[2]
  - このほか、渋谷・目黒方に蒲田用水架道橋（23.4 m）、日吉・横浜方に山谷架道橋（23.1 m）[1]
- 平面線形は直線（渋谷、目黒方の一部に緩和曲線あり）、縦断線形は日吉、横浜方に向かって2.2 ‰の下り勾配[2]
- 鋼重 - 約4,700 t（多摩川橋梁のみ、複々線分）[2]
- 竣工 - 1997年12月
- 総事業費 - 122億円[7]
- 位置 - 河口から13.2km

### 旧橋梁
- 種別 - 鉄道橋
- 形式 - ワーレントラス橋（48 m×3連）、単線上路鋼鈑桁（プレートガーダー・20 m×12連×上下2線）[2][1]。
  - このほか、渋谷・目黒方に蒲田用水架道橋（20.45 m）、日吉・横浜方に山谷架道橋（20.1 m）[5]
- 橋長 - 381.451m
- 幅員 - 7.00m
- 竣工 - 1926年
- 位置 - 河口から13.2km
- 橋台・橋脚施工：鹿島組[6]
- トラス橋など上部構造物施工：汽車製造[6]

## 隣の橋
- 多摩川
  - （上流） - 新二子橋 - 二子橋 - 東急田園都市線二子橋梁 - 多摩川橋（第三京浜道路） - 東急東横線多摩川橋梁 - 丸子橋 - 東海道新幹線多摩川橋梁 - 品鶴線多摩川橋梁 - （下流）